# قدمگاه مجازات
قدمگاه مجازات (انگلیسی: Walk of Punishment) قسمت سوم از فصل سومِ مجموعهٔ تلویزیونیِ خیال‌پردازانهٔ بازی تاج‌وتخت و قسمت ۲۳ از کلِ این سریال است.
فیلم‌نامه‌نویس‌های این قسمت دیوید بنیاف و دی. بی. وایس و کارگردان آن دیوید بنیاف است و این قسمت در ۱۴ آوریل ۲۰۱۳ منتشر شد.